# 赵磊 (1972年)
赵磊（1972年11月—），男，汉族，河南长垣人。毕业于中央财政金融学院国民经济管理专业，中央财经大学在职经济学博士，1994年6月加入中国共产党，1995年7月参加工作，现任中共北京市委常委、秘书长。

## 简历
曾任北京市丰台区发展和改革委员会副主任，2010年7月任北京市发展和改革委员会副主任，2014年3月任中共北京市委改革办专职副主任；
2017年9月，任中共北京市通州区委副书记；2018年4月，任通州区区长；
2021年7月，任中共北京市通州区委书记。
2022年6月，当选为中共北京市委常委。同年7月，兼任市委秘书长。